# Bordejo

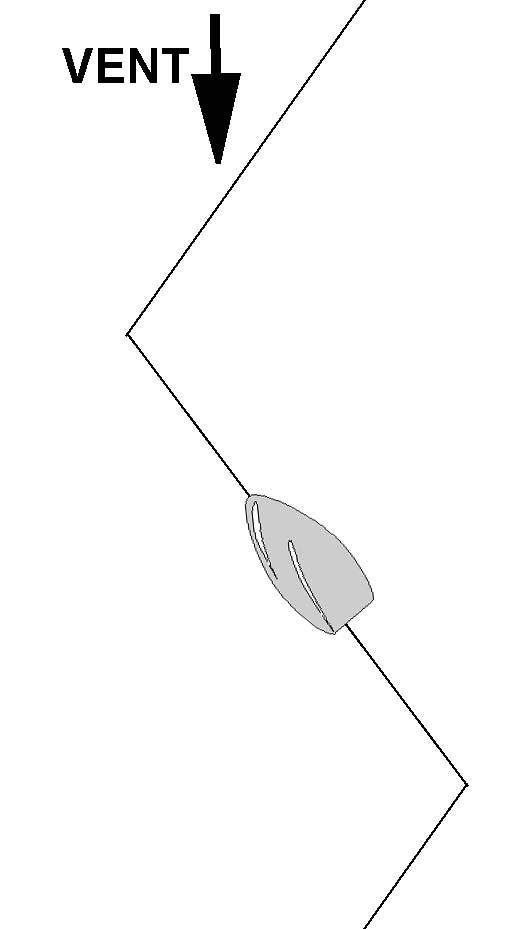
Bordejar para subir ao vento.

Bordejo é um termo náutico que designa o facto de se  bordejar, ou seja, navegar em ziguezague, quando se veleja próximo da direcção do vento (zona não véliza) o que exige virar de bordo frequentemente para navegar de contravento (ver imagem).
Actualmente consegue-se navegar a 45° de um lado e de outro do leito do vento, logo com valores de 90° de bordo a bordo. Nos barcos de competição tipo Taça da América estes valores ainda são inferiores. Na prática um bordejar menos serrado além de ser mais confortável, pode em grandes distâncias, ser mais rápido do que um bordejar serrado devido às maiores velocidades conseguidas.
Nos grandes veleiros com velas quadradas era impossível aproximar-se  a mais de 60° da direcção do vento.